# Saint-Loup, Manche
Saint-Loup är en kommun i departementet Manche i regionen Normandie i norra Frankrike. Kommunen ligger i kantonen Avranches som tillhör arrondissementet Avranches. År 2022 hade Saint-Loup 678 invånare.

## Befolkningsutveckling
Antalet invånare i kommunen Saint-Loup
| Referens: INSEE |